# My Super Sweet 16: The Movie
My Super Sweet 16: The Movie è un MTV film del 2007 con Alyson Michalka e la sorella Amanda Michalka.

## Trama
Jacquie e Sarah sono migliori amiche. Condividono tutto, anche la festa di compleanno, che hanno sempre celebrato insieme. Sarah e Jacquie iniziano a fare piani per una grande festa il cui ricavato andrà ad un'associazione benefica "Hollywood Heart". Comunque, quando Jacquie torna dal collegio e inizia ad andare alla scuola di Sara, Taylor una ragazza ricca fa amicizia con Jacquie (per ragioni cattive) e poi inizia a far cambiare Jacquie per farla diversa uguale a sé al fine di distruggere la sua relazione con Sara. Abbastanza perché Jacquie cambi idea. Sarah cerca di adattare le scelte di Jacquie con le sue finché Jacquie insiste per far diventare Taylor l'organizzatrice della festa. 
Dopo vari conflitti Sara si innamora del fratello di Taylor. Jacquie e Sara fanno la festa insieme e le amiche (leccapiedi) di Taylor la lasciano sola dopo aver scoperto che Taylor aveva rovinato le feste di tutti perché al suo 15º compleanno era partita per Parigi prosciugando la carta di credito dei genitori che le avevano annullato la festa.